# 20-й цикл солнечной активности

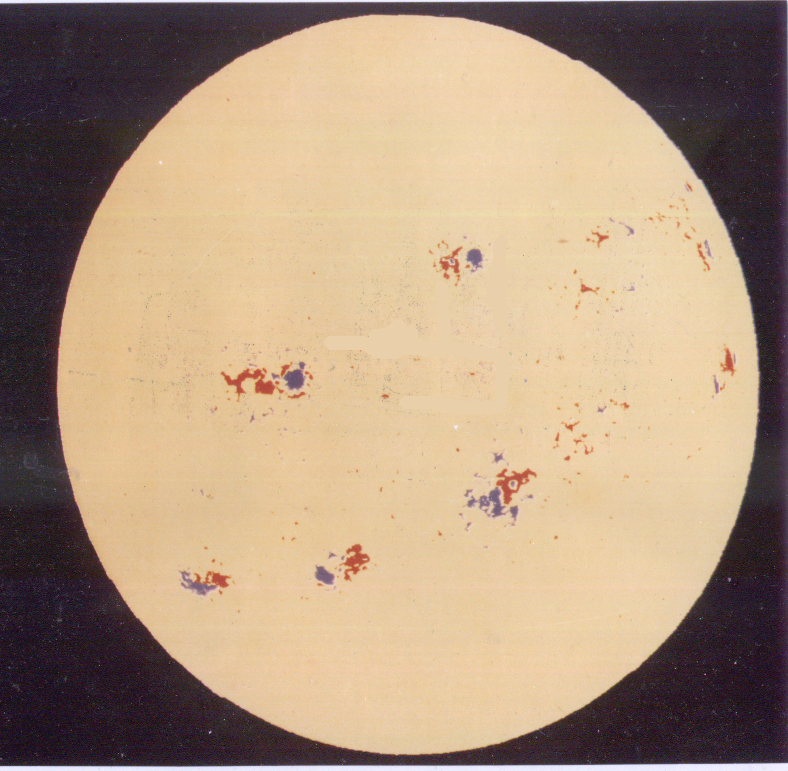
Магнитограмма Солнца, 1974 год.

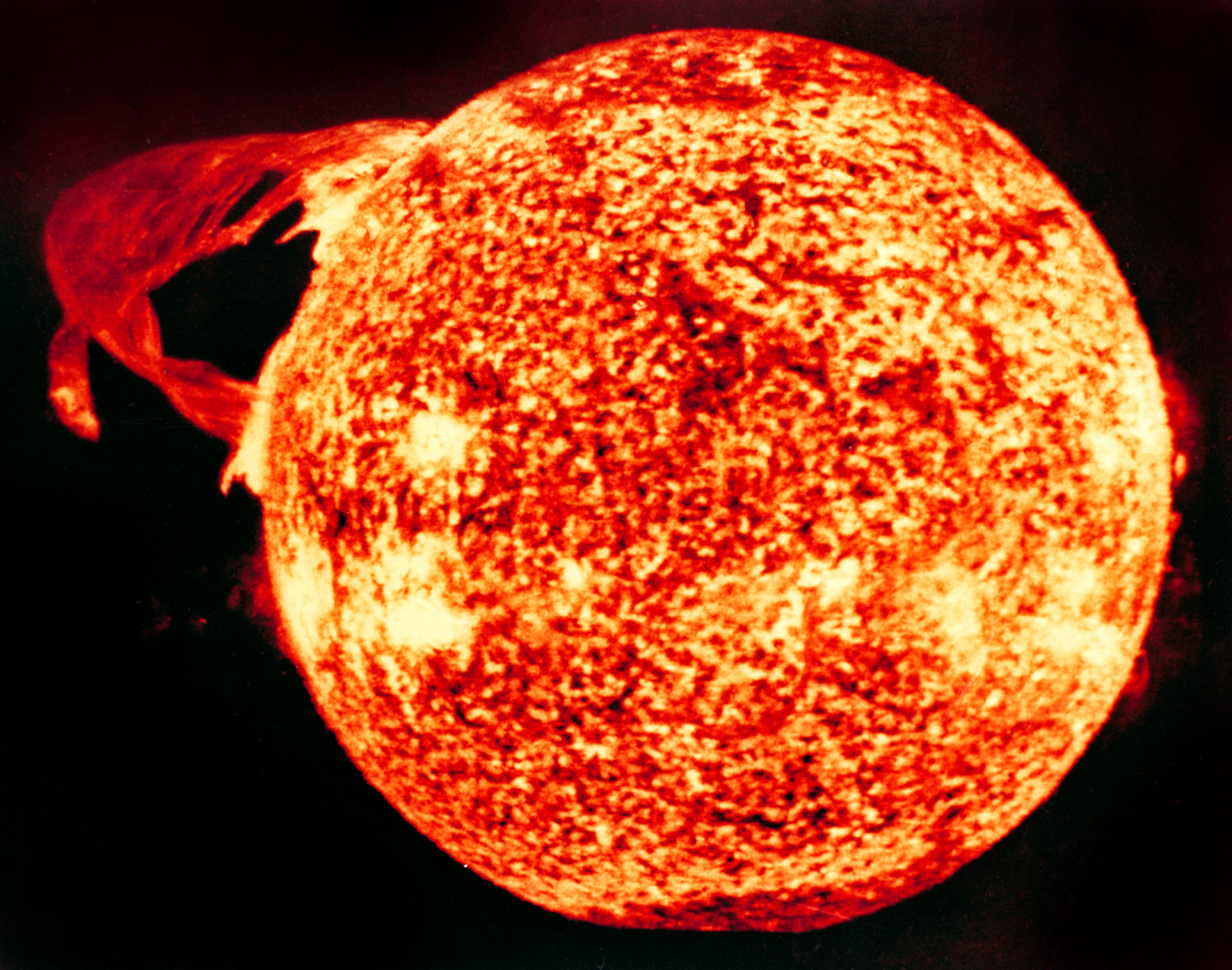
Одна из крупнейших солнечных вспышек, когда-либо наблюдавшихся, произошла в 20-м солнечной цикле (19 декабря 1973 года).

20-й цикл солнечной активности (англ. Solar cycle 20) — 20-й по счёту одиннадцатилетний цикл солнечной активности начиная с 1755 года, когда началось изучение солнечной активности и пятен. Цикл длился 11,4 года, начался в октябре 1964 года и завершился в марте 1976 года. Максимальное сглаженное число солнечных пятен (SIDC formula), наблюдавшихся в течение цикла, составило 156,6 (ноябрь 1968 года), в начале минимума число пятен составило 14,3. В период солнечного минимума при переходе от 20-го цикла к 21-му в течение 272 дней солнечные пятна не наблюдались.
Сравнение с другими циклами показало, что в течение данного цикла геомагнитная активность в период спада 20-го цикла (1973–1975) была необычно высокой.
Данные 20-го солнечного цикла использовались для создания модели K-1974 флюенса солнечных протонов, использовавшейся при планировании космических миссий в течение 21-го цикла солнечной активности.

## 1972 год
Очень активная область пятен McMath 11976 создала серию вспышек и корональных выбросов массы в июле 1972 года, один из выбросов достиг Земли всего за 14,6 часа и создала сильную геомагнитную бурю, которая привела к перебоям в работе электросетей и средств коммуникации на большой территории.

## Интересные факты
Наблюдения за солнечными пятнами в этот период проводил Дьяков, Анатолий Витальевич